# Donato Giancola
Donato Giancola (* 1967 in Colchester) ist ein US-amerikanischer Maler und mehrfacher Preisträger zahlreicher Auszeichnungen im Bereich der fiktionalen Bild-Malerei.

## Leben
Donato Giancola lebte in seiner Jugend in Vermont. Später lebte er drei Jahre in Syracuse, New York, wo er zur Schule ging. Nach dem Abschluss zog er nach Brooklyn (New York), wo er mit seiner Frau und seinen zwei Töchtern lebt.
Zuerst studierte Giancola Elektrotechnik an der University of Vermont, brach jedoch das Studium ab, um auf der Syracuse University das Malen zu studieren. 1992 schloss Donato sein Studium, welches als Schwerpunkt fine arts (bildende Künste) hatte, mit Erfolg ab.
Giancola beschreibt sich selbst als „klassisch-abstrakter Realist, der mit Science Fiction und Fantasy arbeitet“.

## Auszeichnungen
Donato Giancola erhielt zahlreiche Auszeichnungen. Einige sind hier genannt:
- World Fantasy Award als bester Künstler 2004
- 23 Chesley Awards von der ASFA (Association of Science Fiction & Fantasy Artists)
- 3 Hugo Awards als bester Profi-Künstler 2006, 2007 und 2009

## Ausstellungen
- The Art of 'The Lord of the Rings', Bailey/Howe Library, University of Vermont, 2002.
- Magical Adventures: Fantasy Art from The Frank Collection, University of Maryland, College Park, 2004.
- From Middle Earth to Outer Space and Beyond, Huntsville Museum of Art, 2013.